# Tim Foley
Thomas David "Tim" Foley (Evanston, 22 de janeiro de 1948 – Saint Augustine, 24 de setembro de 2023) foi um jogador profissional de futebol americano estadunidense

## Carreira
Tim Foley foi campeão da temporada de 1973 da National Football League jogando pelo Miami Dolphins.